# Södra Lisslamm
Södra Lisslamm är en sjö i Filipstads kommun, som ingår i Göta älvs huvudavrinningsområde.